# Jean Alexandre Valleton de Garraube
Jean Alexandre Valleton de Garraube est un homme politique français né le 27 mars 1790 à Tonneins (Lot-et-Garonne) et mort le 25 juin 1859 à Ris-Orangis (à l'époque en Seine-et-Oise, désormais en Essonne).

## Biographie
Sous-lieutenant des Cent-Suisses en 1815, il est lieutenant colonel en 1830. Rallié à la Monarchie de Juillet, il est député de la Dordogne de 1831 à 1848, siégeant dans la majorité conservatrice. Il est colonel du 38e régiment d'infanterie en 1835 et maréchal de camp en 1840.

## Sources
- « Jean Alexandre Valleton de Garraube », dans Adolphe Robert et Gaston Cougny, Dictionnaire des parlementaires français, Edgar Bourloton, 1889-1891 [détail de l’édition]